# Torneo di Wimbledon 2011 - Qualificazioni doppio femminile
Le qualificazioni del doppio  femminile del Torneo di Wimbledon 2011 sono state un torneo di tennis preliminare per accedere alla fase finale della manifestazione. I vincitori dell'ultimo turno sono entrati di diritto nel tabellone principale. In caso di ritiro di uno o più giocatori aventi diritto a questi sono subentrati i lucky loser, ossia i giocatori che hanno perso nell'ultimo turno ma che avevano una classifica più alta rispetto agli altri partecipanti che avevano comunque perso nel turno finale.

## Teste di serie
1. Līga Dekmeijere /  Darija Jurak (primo turno)
2. Shūko Aoyama /  Rika Fujiwara (qualificate)
3. Eva Birnerová /  Petra Cetkovská (primo turno)
4. Lindsay Lee-Waters /  Megan Moulton-Levy (qualificate)

1. Marina Eraković /  Tamarine Tanasugarn (ultimo turno, Lucky Losers)
2. Noppawan Lertcheewakarn /  Jessica Moore (ultimo turno, Lucky Losers)
3. Nina Bratčikova /  Valerija Savinych (ultimo turno)
4. Elena Bogdan /  Lesja Curenko (primo turno)

## Qualificate
1. Vesna Dolonc /  Katalin Marosi
2. Shūko Aoyama /  Rika Fujiwara

1. Urszula Radwańska /  Arina Rodionova
2. Lindsay Lee-Waters /  Megan Moulton-Levy

## Lucky Losers
1. Marina Eraković /  Tamarine Tanasugarn
2. Noppawan Lertcheewakarn /  Jessica Moore

1. Sophie Lefèvre /  Evgenija Rodina

## Tabellone qualificazioni

### Legenda
| - Q = Qualificato - WC = Wild card - LL = Lucky loser | - ALT = Alternate - SE = Special Exempt - PR = Protected Ranking | - w/o = Walkover - r = Ritirato - d = Squalificato |

### Sezione 1
|  | Primo turno | Primo turno                  | Primo turno                  | Primo turno | Primo turno |  |  | Finale                      | Finale                      | Finale                      | Finale | Finale |  |
|  |             |                              |                              |             |             |  |  |                             |                             |                             |        |        |  |
|  | 1           | Līga Dekmeijere Darija Jurak | Līga Dekmeijere Darija Jurak | 0           | 4           |  |  |                             |                             |                             |        |        |  |
|  |             | Vesna Dolonc Katalin Marosi  | Vesna Dolonc Katalin Marosi  | 6           | 6           |  |  | Vesna Dolonc Katalin Marosi | Vesna Dolonc Katalin Marosi | Vesna Dolonc Katalin Marosi | 6      | 6      |  |
|  |             | Irina Falconi Kathrin Wörle  | Irina Falconi Kathrin Wörle  | 6           | 6           |  |  | Irina Falconi Kathrin Wörle | Irina Falconi Kathrin Wörle | Irina Falconi Kathrin Wörle | 2      | 3      |  |
|  | 8           | Elena Bogdan Lesja Curenko   | Elena Bogdan Lesja Curenko   | 3           | 1           |  |  |                             |                             |                             |        |        |  |

### Sezione 2
|  | Primo turno | Primo turno                         | Primo turno                         | Primo turno | Primo turno |  |  | Finale | Finale                              | Finale                              | Finale | Finale |  |
|  |             |                                     |                                     |             |             |  |  |        |                                     |                                     |        |        |  |
|  | 2           | Shūko Aoyama Rika Fujiwara          | 4                                   | 6           | 6           |  |  |        |                                     |                                     |        |        |  |
|  |             | Iryna Brémond Aurélie Védy          | 6                                   | 3           | 3           |  |  | 2      | Shūko Aoyama Rika Fujiwara          | Shūko Aoyama Rika Fujiwara          | 6      | 6      |  |
|  |             | Sophie Lefèvre Evgenija Rodina      | Sophie Lefèvre Evgenija Rodina      | 1           | 3           |  |  | 5      | Marina Eraković Tamarine Tanasugarn | Marina Eraković Tamarine Tanasugarn | 3      | 2      |  |
|  | 5           | Marina Eraković Tamarine Tanasugarn | Marina Eraković Tamarine Tanasugarn | 6           | 6           |  |  |        |                                     |                                     |        |        |  |

### Sezione 3
|  | Primo turno | Primo turno                           | Primo turno | Primo turno | Primo turno |  |  | Finale | Finale                                | Finale                                | Finale | Finale |  |
|  |             |                                       |             |             |             |  |  |        |                                       |                                       |        |        |  |
|  | 3           | Eva Birnerová Petra Cetkovská         | 1           | 6           | 2           |  |  |        |                                       |                                       |        |        |  |
|  |             | Urszula Radwańska Arina Rodionova     | 6           | 3           | 6           |  |  |        | Urszula Radwańska Arina Rodionova     | Urszula Radwańska Arina Rodionova     | 6      | 6      |  |
|  | WC          | Samantha Murray Jade Windley          | 6           | 2           | 5           |  |  | 6      | Noppawan Lertcheewakarn Jessica Moore | Noppawan Lertcheewakarn Jessica Moore | 3      | 4      |  |
|  | 6           | Noppawan Lertcheewakarn Jessica Moore | 1           | 6           | 7           |  |  |        |                                       |                                       |        |        |  |

### Sezione 4
|  | Primo turno | Primo turno                           | Primo turno                           | Primo turno | Primo turno |  |  | Finale | Finale                                | Finale | Finale | Finale |  |
|  |             |                                       |                                       |             |             |  |  |        |                                       |        |        |        |  |
|  | 4           | Lindsay Lee-Waters Megan Moulton-Levy | Lindsay Lee-Waters Megan Moulton-Levy | 6           | 6           |  |  |        |                                       |        |        |        |  |
|  |             | Arantxa Rus Anna Tatišvili            | Arantxa Rus Anna Tatišvili            | 3           | 3           |  |  | 4      | Lindsay Lee-Waters Megan Moulton-Levy | 6      | 6      | 8      |  |
|  | WC          | Anna Fitzpatrick Katie O'Brien        | Anna Fitzpatrick Katie O'Brien        | 3           | 3           |  |  | 7      | Nina Bratčikova Valerija Savinych     | 78     | 4      | 6      |  |
|  | 7           | Nina Bratčikova Valerija Savinych     | Nina Bratčikova Valerija Savinych     | 6           | 6           |  |  |        |                                       |        |        |        |  |